# Llengües congoatlàntiques
Les llengües congoatlàntiques, en la classificació de les llengües d'Àfrica, constitueixen el nucli de la llengües nigerocongoleses, amb els sistemes de classe nominal estereotipada d'aquesta família. Comprenen totes les llengües nigerocongoleses llevat les llengües mande, les llengües dogon, les llengües ijoid, i part de les llengües kordofanianes. El Negrític Oriental de Mukarovsky correspon més o menys al modern grup congoatlàntic.
Les llengües congoatlàntiques fora de Kordofan s'han dividit tradicionalment en les branques atlàntica i Volta-Congo, però és dubtós que formin un node genealògic vàlid.
En la infotaula de la dreta, les llengües que semblen ser els més divergents (senufo, Kru) es col·loquen a la part superior, mentre que les més properes al nucli (les branques similars Benue-Kwa Kwa, Volta-Níger i Benué-Congo) són a prop de la part inferior. L'antiga branca atlàntica s'ha dividit en senegambianes, Bak, Mel, Gola, i Limba, que es deixen al costat de l'altre simplement perquè no hi ha evidència publicada per moure-les; Volta-Congo (Sabàniques a través de Benue-Congo) està intacte, a part de kru i senufo. Si es demostra que Kwa o sabàniques no són vàlides, l'arbre serà encara més poblat. Hi ha algunes llengües poc acreditades, com el bayot i bung, que podrien ser branques addicionals.
Glottolog (2013) no accepta que les branques kordofanianes (Lafofa, Talodi, i Heiban), o la difícil de classificar laal, s'hagi demostrat que pertanyin a la família congoatlàntica. Altrament accepta la família, però no la seva inclusió dins d'un grup ampli Níger-Congo.